# Nes Amim
Nes Amim (hebrejsky נֵס עַמִּים, doslova „Korouhev národů“, v oficiálním přepisu do angličtiny Nes Ammim) je vesnice v Izraeli, v Severním distriktu, v Oblastní radě Mate Ašer.

## Geografie
Leží v nadmořské výšce 26 metrů v intenzivně zemědělsky využívané a hustě osídlené Izraelské pobřežní planině, nedaleko západních okrajů svahů Horní Galileji, 4 kilometry od břehu Středozemního moře a 14 kilometrů od libanonských hranic. Jižně od vesnice ústí vádí Nachal Jichar do Nachal Jasaf, do kterého pak ještě jihozápadně od obce přitéká vádí Nachal Zoch.
Obec se nachází 5 kilometrů jihovýchodně od města Naharija, cca 103 kilometrů severoseverovýchodně od centra Tel Avivu a cca 20 kilometrů severovýchodně od centra Haify. Nes Amim obývají křesťané původem z Evropy. Osídlení v tomto regionu je jinak etnicky převážně židovské. Kopcovité oblasti centrální Galileji, které obývají ve vyšší míře kromě Židů i izraelští Arabové a Drúzové, začínají až dále na východě (město Abu Sinan 3 kilometry odtud).
Nes Amim je na dopravní síť napojen pomocí lokální silnice číslo 8611, která propojuje dva severojižní tahy: dálnici číslo 4 a dálnici číslo 70.

## Dějiny
Nes Amim byl založen v roce 1963 jako jediná obec v Izraeli založená a osídlená evropskými přistěhovalci křesťanského nikoliv židovského původu. Za vznikem obce stojí hnutí Nes Amim, které vzniklo po druhé světové válce v Nizozemsku, Německu, Švýcarsku a USA. Jeho cílem bylo navázat nově přátelské styky mezi křesťany a židy.
Jméno hnutí i jím založené vesnice je odvozeno od biblického citátu, Kniha Izajáš 11,10 – „V onen den budou pronárody vyhledávat kořen Jišajův, vztyčený jako korouhev národům, a místo jeho odpočinutí bude slavné“
O vznik vesnice se zasloužili Johan Pilon a Jacob Bernath, kteří v listopadu 1960 osobně jednali s izraelskými politiky, zejména ministrem financí Levi Eškolem (pozdějším premiérem). Ten s projektem souhlasil a souhlasně se vyjádřil i David ben Gurion a Golda Meirová. Záměr zřídit v Izraeli křesťanskou vesnici pro přistěhovalce z Evropy ale vzbudil odpor náboženských kruhů, které se obávaly, že Nes Amim bude chtít obracet Židy na víru. V roce 1963 museli proto členové Nes Amim slíbit, že nebudou vykonávat misionářské aktivity. Pak byla výstavba vesnice povolena.
Potřebné pozemky pro zřízení vesnice vykoupili členové Nes Amim od drúzského majitele z města Abu Sinan. Prvním obydlím v Nes Amim byl vyřazený autobus, do kterého se 15. dubna 1963 nastěhovala švýcarská rodina, dodnes zachovaný jako připomínka počátků této osady. Následovala postupná výstavba zděných domů, která pokračovala až do 80. let 20. století. Vesnice zároveň byla postupně obklopena zemědělskými pozemky.
Obyvatelstvo vesnice se pohybovalo okolo 100 osob. Zabývali se zemědělstvím (od roku 1965 pěstování květin) a byli organizováni na družstevním principu podobném mošavům. Většina rezidentů Nes Amim zde nezůstávala trvale a ve vesnici pobývali kratší dobu, po jejímž uplynutí se vraceli do zámoří. Krize v zemědělství donutila vesnici přeorientovat svou ekonomiku na turistický ruch. Součástí života v Nes Amim je i kulturní a náboženský dialog s Židy.
V 70. letech 20. století uznala vláda Spolkové republiky Německo pobyt v izraelském Nes Amim jako povolenou náhradu za vojenskou službu.

## Demografie
Obyvatelstvo Nes Amim je tvořeno evropskými přistěhovalci. Jde o velmi malé sídlo vesnického typu s dlouhodobě stagnující populací. K 31. prosinci 2011 zde žilo 99 lidí. Během roku 2011 populace stoupla o 52,3 %. K velkému propadu populace došlo zejména během druhé intifády, kdy se snížil zájem evropských dobrovolníků o zdejší pobyt. Během všech izraelských válek včetně druhé libanonské války v roce 2006 ale obyvatelé Nes Amim nikdy neopustili svou vesnici. Naposledy se v statistických výkazech objevila v Nes Amim stálá registrovaná populace roku 2011. V roce 2012 a 2013 je již obec evidována bez stálého osídlení.
| Rok            | 1983 | 1995 | 2001 | 2003 | 2004 | 2005 | 2006 | 2007 | 2008 | 2009 | 2010 | 2011 | 2012 | 2013 |
| -------------- | ---- | ---- | ---- | ---- | ---- | ---- | ---- | ---- | ---- | ---- | ---- | ---- | ---- | ---- |
| Počet obyvatel | 138  | 55   | 60   | 68   | 69   | 71   | 66   | 67   | 71   | 71   | 65   | 99   | 0    | 0    |